# 三坂八郎林道

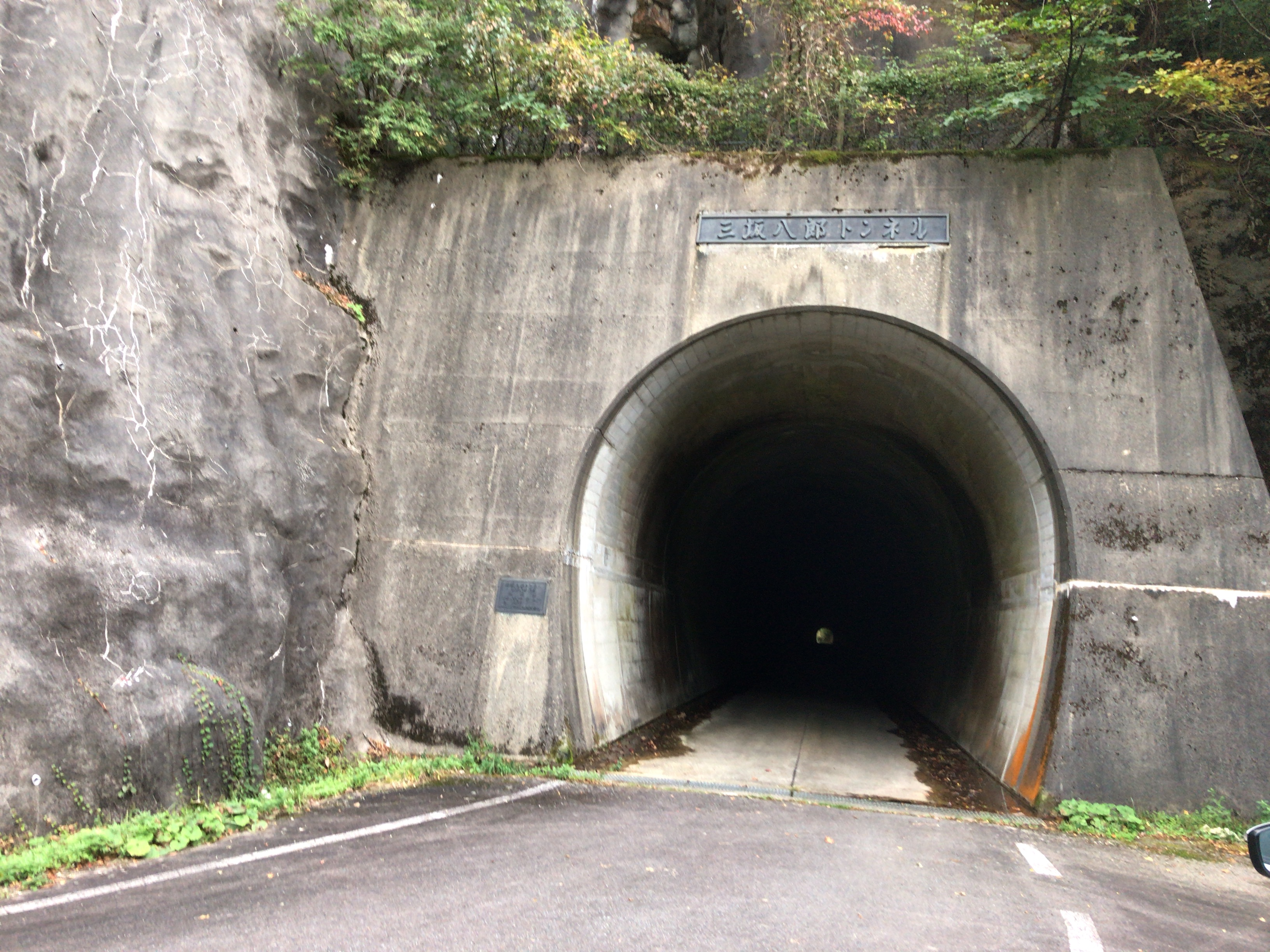
三坂八郎トンネル（延長350ｍ）トンネル内に島根、広島県境の標識がある。

三坂八郎林道（みさかはちろうりんどう）とは、島根県益田市匹見町と広島県廿日市市吉和を結ぶ林道である。

## 概要
- 起点:島根県益田市匹見町紙祖（島根県道42号吉賀匹見線交点）
- 終点:広島県廿日市市吉和（八郎橋）（国道488号交点）
- トンネル:三坂八郎トンネル（延長350m）
- 全線1車線 - 舗装済

## 路線状況
- 同じ区間を結ぶ路線として国道488号があるが、2011年4月28日から島根県側で落石により通年通行止が続いており、廿日市市吉和側には国道186号、国道191号、島根県道307号波佐匹見線へ迂回する様に島根県が看板を設置している。島根県公式の「道路規制情報」のウェブサイトでも[1]このルートを推奨しているが、その通りに迂回すると廿日市市吉和から島根県益田市匹見まで70Km以上の迂回を強いられる（国道488号から三坂八郎林道、島根県道42号吉賀匹見線を迂回すると30Km程度）。

- このため地元のドライバーはこの三坂八郎林道を実質の迂回路とし使用している。道幅は国道488号より広く、カーブミラーやガードレールなど設置されているが、手入れが行き届いておらず安全施設として機能していない箇所も多い。落石や倒木も多く、県境の三坂八郎トンネルは標高1,020ｍと国道488号島根・広島県境三坂峠よりも高い場所を通っており、春先や晩秋から初冬にかけて積雪、凍結する事がある。また接続する国道488号が冬季閉鎖になるため冬期の通り抜けは不可である。（当路線も冬期は除雪はしていない）

- 携帯電話は各社とも全て圏外であり起点の益田市匹見町紙祖付近、もしくは終点側の廿日市市吉和の国道186号交点付近までは繋がらない。

## 歴史
- 1980年、島根県側の三坂谷林道と広島県側の八郎川林道を結ぶ三坂八郎トンネルが開通、三坂八郎林道となる。

## 備考
- 三坂八郎トンネルの島根県側には、大神ヶ嶽（だいじんがだけ）の[2]鳥居があり、大神ヶ岳（だいじんがたき）及び立岩山への登山口である。また登山道の途中に山葵天狗社と大神ヶ岳山頂付近に三坂大明神が祀られている[3]。

- 山葵天狗社では毎年6月に山葵天狗社祭が行われている。[4]

## 地理

### 通過する自治体
- 島根県
  - 益田市
- 広島県
  - 廿日市市

### 交差する道路
- 島根県道42号吉賀匹見線
- 国道488号